# Joseph Thomson (esploratore)
Joseph Thomson (Penpont, 14 febbraio 1858 – Londra, 2 agosto 1895) è stato un esploratore britannico.
Nel 1878 prese il comando di una spedizione in Africa orientale fino al lago Tanganica. Anni dopo raggiunse invece Kenya  (1884) e Niger (1885) passando per il Kilimangiaro, ma non riuscì ad esplorare il Katanga. Rimase vittima della pandemia di influenza russa nel 1895.